# Кронланд
Коронна земя или земя на Короната (на немски: Kronland – кронланд, мн.ч.: Kronländer – кронлендер) е термин за съставните части на Хабсбургската монархия, в наследилите я Австрийска империя (1804 – 1867 г. и по традиция в наследилата я Австро-унгарска империя (1867 – 1918).
Така са наричани съставните страни от владенията на Хабсбургите от края на XVIII век. Означава вид административно-териториална единица след обединяването на владенията в държавата Австрийска империя през 1084 г.

## История
Земите на Австрийската корона са наследници на страни в Средна Европа, които Хабсбургите през вековете са завладели и са управлявали в лична уния. Австрийската империя е обявена през 1804 г., образувани са съставните земи на короната. Създадената през 1852 г. Австрийска приморска брегова земя (№ 7 на приложената карта) е разделена през 1861 г. на 3 съседни земи – Княжеско графство Горица и Градишка, Маркграфство Истрия, Имперски град Триест, управлявани заедно от общ управител.
През 1867 г. от Австрийската империя е отделено Кралство Унгария, но общата държава се запазва, като е преобразувана в Австро-унгарска империя (Австро-Унгария). Цялата територия на държавата е разделена на 2 части:
- австрийска част, наричана неофициално Цислейтания и понякога Австрия – западните и северните земи;
- унгарска част, наричана неофициално Транслейтания и понякога Унгария – източните и южните земи.

Групираните в тези 2 части съставни земи на короната след разделението са наричани съответно Земи на Австрийската корона и Земи на Унгарската корона. Земите в австрийската част официално са наричани Кралства и страни, представени в Райхсрата. Терминът рядко се използа в унгарската част, където има само 2 съставни земи.
Кралство Унгария с Войводство Седмоградско (№ 16) и Кралство Хърватия и Славония със Свободен имперски град Фиуме (№ 17) стават земи на Унгарската корона. Османската територия Босна и Херцеговина (№ 18) е окупирана от Австро-Унгария скоро след Берлинския договор (1878). Регионът е под съвместно австро-унгарско управление (кондоминиум); формално остава в Османската империя и не спада към коронните земи; анексиран е през 1908 г.
1. Кралство Бохемия
2. Херцогство Буковина
3. Херцогство Каринтия
4. Херцогство Крайна
5. Кралство Далмация
6. Кралство Галиция и Лодомерия
7. Бивша Австрийска приморска брегова земя (после Горица и Градишка, Истрия, град Триест)
8. Ерцхерцогство Австрия под Енс
9. Маркграфство Моравия
10. Херцогство Залцбург
11. Австрийска Силезия
12. Херцогство Щирия
13. Княжеско графство Тирол
14. Ерцхерцогство Австрия над Енс
15. Тиролска част на Форарлберг
16. Кралство Унгария с Войводство Седмоградско
17. Кралство Хърватия и Славония с град Фиуме
18. Кондоминиум Босна и Херцеговина